# 鶴新田村
鶴新田村（つるしんでんそん）は、かつて岡山県浅口郡にあった村である。1903年（明治36年）1月1日に連島村ほか2村と合併し消滅した。現在は倉敷市水島地域の連島町鶴新田・鶴の浦などにあたる。

## 沿革
- 1889年（明治22年）6月1日 - 町村制の施行により、近世以来の浅口郡鶴新田村が単独で自治体を形成。
- 1903年（明治36年）1月1日 - 鶴新田村が西之浦村・亀島村・連島村と合併し、改めて連島村が発足。同村の大字となる。
- 1912年（明治45年）4月1日 - 連島村が町制施行して連島町となり、同町の大字となる。
- 1953年（昭和28年）6月1日 - 連島町が倉敷市に編入。同市連島町鶴新田となる。